# Ятімата

35°39′57″ пн. ш. 140°19′6″ сх. д. / 35.66583° пн. ш. 140.31833° сх. д.
Ятіма́та (яп. 八街市, やちまたし, МФА: [jat͡ɕimata ɕi̥]) — місто в Японії, в префектурі Тіба.

## Короткі відомості
Розташоване в центральній частині префектури, на Сімоському плато. Виникло на основі декількох сільських поселень раннього нового часу, в яких займалися вирощуванням коней. Особливого розвитку набуло після рекультивації регіону в кінці 19 століття. Основою економіки є сільське господарство, вирощування арахісу. Станом на 1 жовтня 2008 площа міста становила 74,87 км². Станом на 1 січня 2009 населення міста становило 75 278 осіб.